# پرسه
پرسه (انگلیسی: Walkabout) یک فیلم ماجراجویانه با تم بقا به کارگردانی نیکلاس روگ محصول سال ۱۹۷۱ است که برداشت آزادانه‌ای از رمانی به همین نام اثر دانلد جی پاین است. از بازیگران آن می‌توان به جنی اگاتر، دیوید گالپیلیل و جان میلون اشاره کرد.
پرسه از نخستین آثار موج نوی سینمای استرالیا به‌شمار می‌رود.

## خلاصه داستان
پدری، دختر چهارده ساله (آگوتر) و پسر شش ساله‌اش (جان) را در صحرا به پیک نیک می‌برد و بعد خودش را می‌کشد. بچه‌ها را که در صحرا سرگردان شده‌اند یک نوجوان بومی (گالپیلیل) نجات می‌دهد…